# Homalattus brevipes
Homalattus brevipes är en spindelart som först beskrevs av Tord Tamerlan Teodor Thorell 1891.  Homalattus brevipes ingår i släktet Homalattus och familjen hoppspindlar. Inga underarter finns listade i Catalogue of Life.